# فرودگاه ترینکا
فرودگاه ترینکا  (به انگلیسی: Trinca Airport) یک فرودگاه همگانی باربری است که یک باند فرود چمن دارد و طول باند آن ۵۸۶ متر است. این فرودگاه در کشور ایالات متحده آمریکا قرار دارد و در ارتفاع ۱۸۳ متری از سطح دریا واقع شده است.